# روبرت بليك (ممثل)
روبرت بليك (بالإنجليزية: Robert Blake) 18 سبتمبر 1933- 9 مارس 2024 ولد في نيوجيرسي، الولايات المتحدة، هو ممثل أمريكي بدأ مسيرته الفنية سنة 1939. كما أنه من الفائزين بجائزة إيمي وجائزة غولدن غلوب. فاز بجائزة غولدن غلوب لأفضل ممثل دراما. امتدت مسيرته الفنية لأكثر من 58 عاما.

## الأعمال

### أفلام
- كنز السييرا مادري (1948)
- موني ترين (1995) (بدور: دونالد باترسون)

### مسلسلات
- بين كيسي (1962)
- ذا إف بي آي (1965) (بدور: جونيور / بيت كلاود)
- فئران ورجال (1981) (بدور: جورج ميلتون)
- ساترداي نايت لايف (1982)

## الوفاة
توفي روبرت بليك في 9 مارس 2023 عن عمر ناهز التاسعة والثمانين.

## وصلات خارجية
- روبرت بليك على موقع IMDb (الإنجليزية)
- روبرت بليك على موقع الموسوعة البريطانية (الإنجليزية)
- روبرت بليك على موقع ألو سيني (الفرنسية)
- روبرت بليك على موقع أول موفي (الإنجليزية)
- روبرت بليك على موقع قاعدة بيانات الأفلام السويدية (السويدية)
- روبرت بليك على موقع إن إن دي بي (الإنجليزية)
- روبرت بليك على موقع ديسكوغز (الإنجليزية)
- روبرت بليك على موقع قاعدة بيانات الفيلم (الإنجليزية)
- روبرت بليك على موقع كينوبويسك (الروسية)
- الموقع الرسمي